# 周安王
周安王（？—前376年），多字谥为周元安王，姓姬，名骄，為周威烈王之子，中国东周第二十一代国王。安王元年是前401年。
安王十六年（前386年），周安王承認齊國大夫田和為齊侯。二十六年（乙巳，前376年），姬骄病死，谥号安王。其子姬喜繼位。